# 9. državni zbor Republike Slovenije
9. državni zbor Republike Slovenije je bil konstituiran po ukazu o sklicu konstitutivne seje, ki ga je izdal predsednik republike Borut Pahor, na podlagi volitev v Državni zbor, ki so potekale 24. aprila 2022. Ustanovna seja je potekala 13. maja 2022. Za predsednico državnega zbora je bila izvoljena Urška Klakočar Zupančič.

## Politične stranke
| Stranka             | Stranka | Stranka                              | Predsednik             | Sedeži      | Sedeži   |
| Stranka             | Stranka | Stranka                              | Predsednik             | Ob volitvah | Trenutno |
| ------------------- | ------- | ------------------------------------ | ---------------------- | ----------- | -------- |
|                     | GS      | Gibanje Svoboda                      | Robert Golob premier   | 41 / 90     | 39 / 90  |
|                     | SDS     | Slovenska demokratska stranka        | Janez Janša poslanec   | 27 / 90     | 24 / 90  |
|                     | NSi     | Nova Slovenija - Krščanski demokrati | Matej Tonin poslanec   | 8 / 90      | 8 / 90   |
|                     | SD      | Socialni demokrati                   | Matjaž Han minister    | 7 / 90      | 7 / 90   |
|                     | L       | Levica                               | Asta Vrečko ministrica | 5 / 90      | 4 / 90   |
|                     | D.      | Demokrati.                           | Anže Logar poslanec    | 0 / 90      | 3 / 90   |
| Nepovezani poslanci |         |                                      |                        |             |          |
|                     | NP      | NeP Mojca Šetinc Pašek               | /                      | 0 / 90      | 1 / 90   |
| NeP Dejan Kaloh     | NP      | /                                    | 0 / 90                 | 1 / 90      |          |
| NeP Miha Kordiš     | NP      | /                                    | 0 / 90                 | 1 / 90      |          |

## Poslanske skupine
| Poslanska skupina | Poslanska skupina | Poslanska skupina                                            | Vodja                | Namestnik vodje            |
| ----------------- | ----------------- | ------------------------------------------------------------ | -------------------- | -------------------------- |
|                   | PS Svoboda        | Poslanska skupina Svoboda                                    | Nataša Avšič Bogovič | Tereza Novak Lenart Žavbi  |
|                   | PS SDS            | Poslanska skupina Slovenske demokratske stranke              | Jelka Godec          | Karmen Furman Zvone Černač |
|                   | PS NSi            | Poslanska skupina Nove Slovenije                             | Janez Cigler Kralj   | Aleksander Reberšek        |
|                   | PS SD             | Poslanska skupina Socialnih demokratov                       | Jani Prednik         | Bojana Muršič              |
|                   | PS Levica         | Poslanska skupina Levica                                     | Matej Tašner Vatovec | Milan Jakopovič            |
|                   | PS NP             | Poslanska skupina nepovezanih poslancev                      | Anže Logar           | Eva Irgl                   |
|                   | PS IMNS           | Poslanska skupina italijanske in madžarske narodne skupnosti | Felice Žiža          | Ferenc Horváth             |

## Poslanci

### Nadomestni in novi poslanci
| Poslanec              | Poslanska skupina  | Datum preklica     | Razlog                                                                                             | Nadomestni poslanec     |
| --------------------- | ------------------ | ------------------ | -------------------------------------------------------------------------------------------------- | ----------------------- |
| Robert Golob          | Svoboda            | 25. maj 2022       | Imenovan na mesto predsednika vlade Republike Slovenije                                            | Bojan Čebela            |
| Matej Arčon           | Svoboda            | 1. junij 2022      | Imenovan na mesto ministra brez listnice, pristojnega za Slovence v zamejstvu in po svetu          | Aleksander Prosen Kralj |
| Barbara Kolenko Helbl | Svoboda            | 1. junij 2022      | Imenovana na mesto generalne sekretarke Vlade Republike Slovenije                                  | Tomaž Lah               |
| Tanja Fajon           | Socialni demokrati | 1. junij 2022      | Imenovana na mesto ministrice za zunanje zadeve Republike Slovenije                                | Jonas Žnidaršič         |
| Matjaž Han            | Socialni demokrati | 1. junij 2022      | Imenovan na mesto ministra za gospodarski razvoj in tehnologijo Republike Slovenije                | Soniboj Knežak          |
| Luka Mesec            | Levica             | 1. junij 2022      | Imenovan na mesto ministra za delo, družino, socialne zadeve in enake možnosti Republike Slovenije | Milan Jakopovič         |
| Janez Magyar          | SDS                | 4. december 2022   | Izvoljen za župana občine Lendava                                                                  | Andrej Kosi             |
| Martin Marzidovšek    | Svoboda            | 20. september 2023 | Poslanec je odstopil s funkcije iz osebnih razlogov, povezanih s kariernimi izzivi                 | Jurij Lep               |
| Dejan Zavec           | Svoboda            | 20. september 2023 | Poslanec je odstopil s funkcije iz zdravstvenih razlogov                                           | Dejan Süč               |
| Franc Props           | Svoboda            | 7. december 2023   | Imenovan na mesto ministra za javno upravo Republike Slovenije                                     | Jernej Žnidaršič        |
| Mateja Čalušić        | Svoboda            | 12. januar 2024    | Imenovana na mesto ministrice za kmetijstvo, gozdarstvo in prehrano Republike Slovenije            | Uroš Brežan             |
| Monika Pekošak        | Svoboda            | 26. april 2024     | Poslanka je odstopila s funkcije iz osebnih razlogov, povezanih s kariernimi izzivi                | Branko Zlobko           |
| Branko Grims          | SDS                | 16. julij 2024     | Izvoljen za poslanca v Evropskem parlamentu                                                        | Andrej Poglajen         |
| Matej Tonin           | Nova Slovenija     | 16. julij 2024     | Izvoljen za poslanca v Evropskem parlamentu                                                        | Franc Medic             |

## Zgodovina
9. maja 2022 so se s takratnim predsednikom državnega zbora Igorjem Zorčičem sestali začasne vodje poslanskih skupin strank novega sklica. Gibanje Svoboda je zastopal predsednik Robert Golob, SDS Danijel Krivec, Novo Slovenijo Jožef Horvat, SD Matjaž Han in Levico Miha Kordiš. Dorekli so sedežni red, pri čemer so SDS, NSi in Levica ohranile svoja mesta, Gibanje Svoboda in SD pa so uvrstili na sredo dvorane. Gibanje Svoboda je na mesto predsednice državnega zbora predlagalo Urško Klakočar Zupančič, preostala podpredsedniška mesta pa bi pripadla še SD, Levici in SDS. Robert Golob je dejal, da si na teh mestih želi ženske. Na mesto generalnega sekretarja državnega zbora je nova koalicija predlagala Roberta Pavšiča, ki je bil v predhodnem sklicu poslanec pri Listi Marjana Šarca. Slovenska demokratska stranka in Nova Slovenija sta predlog označili kot nesprejemljiv, saj da mora to funkcijo zasesti oseba z videzom nepristranskosti in primernejšo izobrazbo.

### Konstituiranje
Ustanovna seja novega Državnega zbora je potekala v petek, 13. maja 2022. Zbrane sta nagovorila predsednik republike Borut Pahor ter predsednik DZ v odhajanju Igor Zorčič, poslanci pa so potrdili svoje mandate. Sejo je vodil najstarejši poslanec - Miroslav Gregorič iz stranke Gibanje Svoboda. Na ustanovni seji je bilo izvoljeno novo vodstvo Državnega zbora; za predsednico je bila izvoljena Urška Klakočar Zupančič, podpredsednica pa je postala Meira Hot. V SDS in NSi so takoj po potrditvi mandatov poslancev v parlamentarni postopek vložili približno 30 predlogov zakonov, med drugim o RTV Slovenija in STA, pa tudi o tožilstvu in odvetništvu. 25. maja je bila na mesto podpredsednice državnega zbora izvoljena tudi Nataša Sukič iz stranke Levica.
Čez teden dni, 20. maja 2022, so poslanci ustanovili še nove poslanske skupine. 24. maja je kolegij predsednice državnega zbora razdelil mesta v delovnih telesih (13 odborov in osem komisij): Gibanju Svoboda je pripadlo devet predsedniških mest, SDS pet, Novi Sloveniji tri, SD dva in Levici eno, eno predsedniško mesto, v komisiji za narodni skupnosti, pa je pripadlo tudi enemu izmed poslancev manjšin. Slovenska demokratska stranke je nad razrezom izrazila nestrinjanje zaradi razmerja predsedniških mest med njimi in stranko Nova Slovenija. Po proporcionalnem izračunu bi SDS pripadlo šest predsedniških mest, Novi Sloveniji pa dve. NSi je na seji kolegija predlagala dopolnilo, s katerim so pridobili eno mesto dodatno predsednika (v komisiji za nadzor javnih financ) in se ob enem odpovedali trem podpredsedniškim. Dopolnilo Nove Slovenije je bilo na kolegiju sprejeto, nasprotovala mu je le vodja poslanske skupine SDS Jelka Godec, ki je opozorila na kršitev poslovnika Državnega zbora Republike Slovenije. Njena stranka je zato napovedala, da na predsedniška mesta svojih članov ne bodo imenovali, prav tako ne bodo predlagali kandidata za mesto podpredsednika državnega zbora.
V četrtek, 9. junija 2022 je potekala še ena izredna seja DZ, na kateri so se potrdili mandati nadomestnih poslancev, na tajnem glasovanju pa so poslanci glasovali še o tretjem podpredsedniku DZ. Za tretjega podpredsednika so izvolili Danijela Krivca iz SDS.

## Imenovanja in volitve
Državni zbor voli in imenuje:
- predsednika in podpredsednike državnega zbora,
- predsednika vlade in ministre,
- ustavne sodnike,
- varuha človekovih pravic,
- sodnike rednih sodišč,
- generalnega sekretarja državnega zbora,
- 5 članov Sodnega sveta,
- guvernerja Banke Slovenije in
- člane Računskega sodišča.

### Volitve predsednice državnega zbora
| Datum        | Predlagatelj | Funkcija       | Kandidatka              | Glasovali | ZA | PROTI | Neveljavni/Vzdržani | Opombe           |
| ------------ | ------------ | -------------- | ----------------------- | --------- | -- | ----- | ------------------- | ---------------- |
| 13. maj 2022 | 55 poslancev | Predsednica DZ | Urška Klakočar Zupančič | 89        | 80 | 9     | 1                   | tajno glasovanje |

### Volitve podpredsednikov državnega zbora
| Datum         | Funkcija          | Kandidatka     | Glasovali | ZA | PROTI | Neveljavni/Vzdržani | Opombe           |
| ------------- | ----------------- | -------------- | --------- | -- | ----- | ------------------- | ---------------- |
| 13. maj 2022  | Podpredsednica DZ | Meira Hot      | 89        | 63 | 10    | 10                  | tajno glasovanje |
| 25. maj 2022  | Podpredsednica DZ | Nataša Sukič   | 85        | 52 | 29    | 4                   | tajno glasovanje |
| 9. junij 2022 | Podpredsednik DZ  | Danijel Krivec | 85        | 57 | 7     | 14                  | tajno glasovanje |